# بهرام صادقی
بهرام صادقی (۱۵ دی ۱۳۱۵، نجف آباد – ۱۲ آذر ۱۳۶۳، تهران) پزشک، نویسنده داستان کوتاه و از مهم‌ترین چهره‌های حلقه ادبی جُنگ اصفهان بود. از وی یک مجموعه داستان کوتاه به نام سنگر و قمقمه‌های خالی و همچنین یک داستان بلند به نام ملکوت باقی مانده است. اغلب داستان‌های وی نمایانگر فروپاشی و بیهودگی زندگی شهری است.

## زندگی
بهرام صادقی در ۱۵ دی ۱۳۱۵ در نجف‌آباد به دنیا آمد. او چهارمین و آخرین فرزند حسین‌علی صادقی (خرده‌فروشی در شهر نجف‌آباد) و جهان‌سلطان بود. مادرش علاقه به شعر فارسی را در بهرام ایجاد کرد.
او دوران ابتدایی را در دبستان دهقان نجف‌آباد گذراند و سپس به همراه خانواده به اصفهان نقل مکان کرد و در دبیرستان ادب اصفهان مشغول به تحصیل شد. در آن‌جا با محمد حقوقی آشنا شد که مدتی بعد در زمینه شعر و نقد ادبی به شهرت رسید.
صادقی در سال ۱۳۳۴ پس از قبولی در رشته پزشکی دانشگاه تهران، اصفهان را ترک کرد و مقیم تهران شد. در سال ۱۳۴۵ قبل از پایان تحصیلات پزشکی، راهی خدمت سربازی شد و پس از گذراندن دوره آزمایشی، دوران خدمت خود را در سپاه دانش در یاسوج گذراند.
در سال ۱۳۴۷ به تهران بازگشت و در کلینیکی در کرج مشغول طبابت شد و در کنار آن تحصیلات خود در دانشگاه تهران را نیز ادامه داد و مدرک پزشکی خود را در سال ۱۳۵۳ دریافت کرد.
صادقی باقی عمرش را در تهران گذراند، به‌جز دو دوره کوتاه در سال‌های ۱۳۶۱ و ۱۳۶۲ که برای شرکت در جنگ ایران و عراق راهی دزفول شد.
سال‌های پایانی عمر کوتاه بهرام صادقی به درگیری با اعتیاد به مواد مخدر گذشت. تقریباً دست از نوشتن کشیده بود و خلاقیتش در اپیزودهای نامنظمی اوج می‌گرفت و در این دوره‌ها داستان‌های جدیدش را شفاهاً برای دوستانش تعریف می‌کرد.
صادقی در ۱۲ آذر ۱۳۶۳، یک سال پس از مرگ مادرش که تأثیر ویرانگری بر زندگی او گذاشت، در ۴۸ سالگی بر اثر ایست قلبی که به احتمال زیاد ناشی از مصرف شدید مواد مخدر بود، درگذشت.

## فعالیت ادبی
بهرام صادقی نوشتن شعر و نثر را از نوجوانی آغاز کرد. در دبیرستان با نام مستعار «صهبا مقداری» (که در واقع مقلوب نام اصلی بود) شعر می‌سرود و اشعارش در مجله‌های ادبی نیز منتشر می‌شد. هرچند با ادبیات کلاسیک فارسی و عروض و قافیه آشنا بود اما به پیروی از نیما یوشیج به سرودن شعر نو رو آورد.
شهرت صادقی به عنوان یک نویسنده مدرنیست در دهه ۲۰ زندگی او و زمانی آغاز شد که داستان‌های کوتاه او در مجلات روز منتشر شدند. این همزمان با وقوع رویداد تاریخی کودتای ۲۸ مرداد در سال ۱۳۳۲ بود که تأثیر بسیار عمیقی بر روح و روان ملت ایران گذاشت. اولین داستان کوتاه او «فردا در راه است» نام داشت که در سال ۱۳۳۵ در مجله ادبی سخن منتشر شد. پس از آن، چندین داستان کوتاه مشهور او مانند «وسواس»، «سراسر حادثه»، «اذان غروب»، «تأثیر متقابل» و «آقای نویسنده تازه‌کار است» در مجله سخن و کتاب هفته به چاپ رسید. انتشار این داستان‌ها باعث شهرت صادقی شد. غلامحسین ساعدی دربارهٔ صادقی نوشته است «نویسنده تازه‌ای پا به میدان گذاشته بود. شاید هم کسی حدس نمی‌زد که پشت این نقاب ناآشنا، از راه رسیده‌ای پنهان شده با کوله‌باری از طنز و هزل، نه به معنای طنز متداول یا هزل مرسوم و پذیرفته‌شده، یعنی ساده و گذرا. نویسنده‌ای پیدا شده که گریه و خنده را چنان ظریف به هم گره خواهد زد که به‌صورت پوزخندی شکوفه کند؛ نه به سبک گوگول یا مایه‌گرفته از کار چخوف و دیگران. انگشت روی نکته‌ای خواهد گذاشت و دنیای تازه‌ای را نشان خواهد داد که کم کسی آن را می‌شناخته».
صادقی در این سال‌ها، در سفرهای متعددش به اصفهان، در انجمن ادبی صائب شرکت می‌کرد که به‌تازگی از سوی حمید مصدق و همفکران او پایه‌گذاری شده بود. صادقی همچنین داستان‌های خود را در مجله جنگ اصفهان نیز منتشر می‌کرد که یک مجله ادبی مستقل و آوانگارد بود و در سال ۱۳۴۴ توسط گروهی از نویسندگان و شعرا از جمله هوشنگ گلشیری، ابوالحسن نجفی و محمد حقوقی منتشر می‌شد.
شناخته‌شده‌ترین رمان کوتاه بهرام صادقی به نام ملکوت، نخستین بار در مجله کتاب هفته (۱۳۴۰) و بعدها در مجموعه داستان سنگر و قمقمه‌های خالی (۱۳۴۹) و نهایتاً به‌صورت مستقل در سال ۱۳۵۰ به چاب رسید. عناصر فراطبیعی و اندیشه‌های غم‌انگیز و تیره جزو ویژگی‌های شاخص این رمان کوتاه هستند.
داستان‌های بهرام صادقی با اقبال بسیار خوبی روبرو شد و در سال ۱۳۵۴، جایزه ادبی فروغ فرخزاد به صادقی و هوشنگ گلشیری اهدا شد.
صادقی خواننده پروپاقرص داستان‌های جنایی و کارآگاهی به‌خصوص آثار نویسندگانی مانند آگاتا کریستی و ژرژ سیمنون بود.

## از نگاه دیگران
- گلشیری در آن مراسم فوت بهرام صادقی را یکی دیگر از بازی‌های عجیب و شوخی‌های متفاوت صادقی می‌خواند و می‌گوید: «او همچنان دارد با ما شوخی می‌کند. من می‌دانم که این هم یکی از شوخی‌های اوست».[۶]
- خسرو گلسرخی می‌گوید: «نوشته‌های بهرام صادقی کارنامهٔ دو دهه از تاریخ زندگی اجتماعی ماست».[۷]

## زندگی شخصی
بهرام صادقی در سال ۱۳۵۵ با ژیلا پیرمرادی ازدواج کرد و حاصل این ازدواج دو دختر به نام‌های مانلی و نیلوفر بود.